# Englischhorn
Das Englischhorn (auch Englisch Horn) ist ein Holzblasinstrument, ebenso wie das Alt-Instrument (Altoboe) aus der Familie der Oboeninstrumente, das einen festen Platz im romantischen und modernen Sinfonieorchester hat. Im 19. Jahrhundert wurde das Instrument auch als Alt-Hoboe bzw. Altoboe bezeichnet. Wie bei allen Oboeninstrumenten wird der Klang durch ein Doppelrohrblatt erzeugt.
Das Instrument endet nicht wie bei der Oboe in einem Trichter, sondern hat ähnlich der Oboe d’amore einen birnenförmigen Schallbecher, auch „Liebesfuß“ genannt. Dieser verleiht ihm in Kombination mit dem S-Bogen genannten, gebogenen Verbindungsstück zwischen Rohrblatt und Instrumentenkorpus einen gedeckten, warmen, elegischeren und weniger durchdringenden Klang. Das Englischhorn ist immer in F, also um eine Quinte tiefer als die in C stehende Oboe gestimmt und wird transponierend notiert; insofern besteht eine gewisse Notationsverwandtschaft mit dem Waldhorn in F, dem Bassetthorn in F und den Wagnertuben – ebenfalls in F.
In der Orchesterpartitur wird das Englischhorn unmittelbar unter den Oboen angeordnet.
Die Bezeichnung „Englischhorn“ rührt nicht daher, dass das Instrument etwa aus England stammt. Wahrscheinlichster Ursprung des Namens ist die französische Bezeichnung cor anglé (gewinkeltes Horn), die sich zu cor anglais („englisches Horn“) gewandelt hat; denkbar ist auch, dass sich der Name aus „Engels-Horn“ entwickelte (Engel spielen auf sakralen Bildern Hörner, die an das Englischhorn erinnern). In Italien wird das Englischhorn als Corno inglese bezeichnet. Es ist eventuell eine um 1735 entstandene Weiterentwicklung der abgewinkelten, von Johann Sebastian Bach verwendeten Oboe da caccia (Jagdoboe); wie die meisten der Oboeninstrumente entstand es aber zunächst in Frankreich, und zwar als Weiterentwicklung der Altoboe in f, der sogenannten „taille de hautbois“.
Heutige Englischhörner sind gerade gebaut, besitzen jedoch immer noch ein gebogenes Zwischenstück, den sogenannten S-Bogen, der die Verbindung zwischen Mundstück und Instrument bildet und enormen Einfluss auf Intonation und Klang hat.

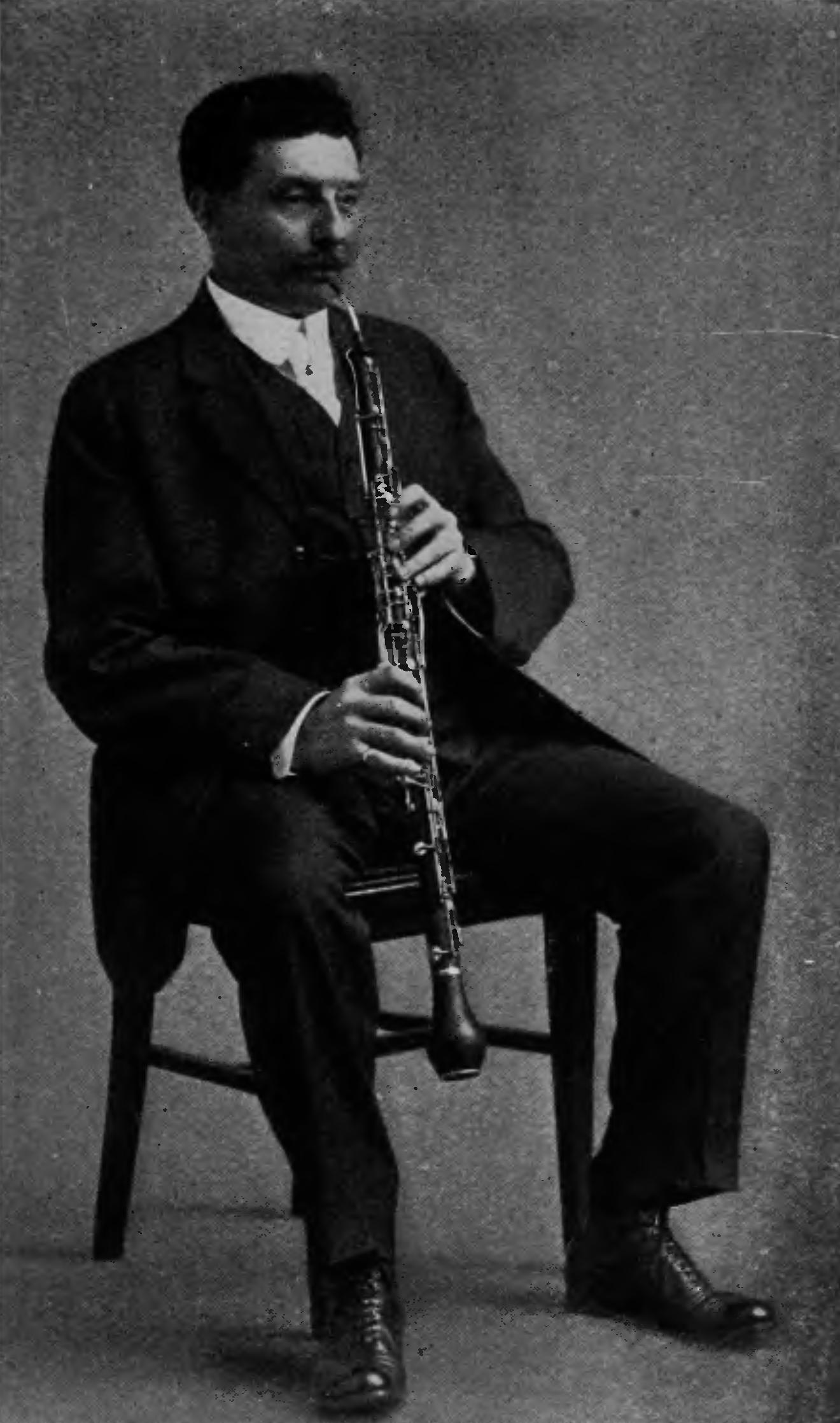
Englischhornist der Metropolitan Opera (1917).

Ein populäres Beispiel im Barock ist das Weihnachtsoratorium von Johann Sebastian Bach, das sowohl zwei Oboen bzw. Oboen d’amore als auch zwei Oboen da caccia vorsieht. Bei Aufführungen mit modernen Instrumenten werden statt der Oboen da caccia Englischhörner verwendet.
In der Wiener Klassik stößt man eher vereinzelt auf dieses Instrument (z. B. Joseph Haydn, Sinfonie Nr. 22; Beethoven, Trio op. 87 für 2 Oboen und Englischhorn; Antonio Salieri, La grotta di Trofonio, Requiem), auch wird es in der Oper Die Piramiden von Babilon von Emanuel Schikaneder verwendet. Besondere Bedeutung hat es vor allem in der romantischen Musik erlangt. Eindrucksvolle Solopassagen finden sich unter anderem bei Hector Berlioz (Le carnaval romain, Symphonie fantastique), Richard Wagner (Tannhäuser, in der 1. Szene des 3. Aufzugs von Tristan und Isolde), Giuseppe Verdi (Ein Maskenball, Otello), Antonín Dvořák (9. Sinfonie), Gioachino Rossini (Wilhelm Tell, Ouvertüre), in Orchesterliedern von Gustav Mahler (Ich bin der Welt abhanden gekommen), im Rosenkavalier von Richard Strauss oder bei Jean Sibelius (Der Schwan von Tuonela). Solistische Werke für Englischhorn sind aber auch in der Romantik selten. Unter den wenigen Kompositionen ragt Felix Draesekes Kleine Suite für Englischhorn und Klavier op. 87 heraus; weiter sind das Concertino für Englischhorn und kleines Orchester von Gaetano Donizetti und Omaggio a Bellini für Englischhorn und Harfe von Antonio Pasculli zu nennen. 
Zu den Komponisten der Moderne, die sich dem Instrument widmeten, zählen u. a. Arthur Honegger (Concerto da camera für Flöte, Englischhorn und Streichorchester), Gordon Jacob (Rhapsody für Englischhorn und Streichorchester), Paul Hindemith (Sonate für Englischhorn und Klavier), Aaron Copland (Quiet City für Englischhorn, Trompete und Streichorchester), Ned Rorem (Konzert für Englischhorn und Orchester) und Josef Schelb (Sonate für Englischhorn und Klavier 1969, Konzert für Englischhorn und Streichorchester 1970). In der modernen Orchesterliteratur stellen Le sacre du printemps von Igor Strawinsky und Béla Bartóks Konzert für Orchester herausfordernde Werke mit überaus gefürchteten Solopassagen dar.
In heutigen Sinfonieorchestern gilt das Englischhorn als Neben- bzw. Wechselinstrument der Oboe. Große Orchester mit ausreichendem Budget beschäftigen einen eigenen Englischhornisten, der sich ausschließlich den entsprechenden Passagen widmet, während bei kleineren meist der zweite Oboist auch für das Englischhorn verpflichtet wird und während eines Konzertes zwischen beiden Instrumenten wechselt.
Ein Schwesterinstrument des Englischhorns ist die Oboe d’amore, die ebenfalls einen birnenförmigen Schallbecher, auch Liebesfuß genannt, besitzt; sie ist in A gestimmt und klingt eine große Terz höher als dieses. Man könnte hier von einem „Mezzosopraninstrument“ in der Familie der Oboeninstrumente sprechen.